# Karl Fritsch
Karl Fritsch, född 24 februari 1864 i Wien, Österrike, död 17 januari 1934 i Graz, var en österrikisk botaniker.
Auktorsnamnet Fritsch kan användas för Karl Fritsch i samband med ett vetenskapligt namn inom botaniken; se Wikipediaartiklar som länkar till auktorsnamnet.